# Station Fagernes
Station Fagernes is een voormalig station in Fagernes in de gemeente Nord-Aurdal in fylke Innlandet in Noorwegen. Het stationsgebouw dateert uit 1906. Fagernes was het eindpunt van de lijn. In 1989 werd het laatste deel van de lijn, tussen Fagernes en Dokka gesloten. Vanaf Leira is de lijn inmiddels ook opgebroken. Het oude stationsgebouw is nog wel aanwezig.